# Неккейвеем
Неккейвеем — река на севере Дальнего Востока России, протекает по территории Билибинского района Чукотского автономного округа. Длина реки — 41 км.
Название в переводе с чук. Ӈэкэнвээм — «девичья река».
Берёт истоки с северных склонов сопок, ограничивающих приморскую равнину, протекает в северо-восточном направлении по болотистой Чаунской низменности, впадает в Восточно-Сибирское море. Имеет несколько притоков.

## Данные водного реестра
По данным государственного водного реестра России относится к Анадыро-Колымскому бассейновому округу.